# Province de Prato
La province de Prato est une province italienne située en Toscane et qui a été constituée en 1992.
Ceci s'est fait essentiellement en récupérant un territoire appartenant à la province de Florence (Provincia di Firenze).
Le chef-lieu de la province est Prato.
C'est la plus petite province d'Italie.

## Géographie
À la suite de la suppression de la province de Trieste en 2017, la province de Prato devient la plus petite d'Italie en superficie avec seulement 365 km².
Géographiquement, la province est divisée en deux zones distinctes. Au nord, une région montagneuse qui se concentre autour de la haute vallée du Bisenzio. Au sud, une région de plaine où on retrouve le chef-lieu de la province, Prato et qui est traversée par l'Ombrone. Le fleuve Arno passe aussi brièvement à l'extrême sud de la province.
La province est desservie par une seule autoroute, l'A11 qui dessert uniquement la ville de Prato par deux sorties.
La province de Prato est limitrophe des villes métropolitaines de Bologne au nord et de Florence au sud et à l'est ainsi que de la province de Pistoia à l'ouest.